# Catalunya Diari
CatalunyaDiari.com és un mitjà de comunicació digital català en llengua catalana, fundat l'any 2016 editat per l'empresa Catalunya Diari Digital SL amb seu a Reus. Es tracta d'un grup de comunicació d'informació general, que inclou diaris com Lleida Diari, Tarragona Digital..., està focalitzat en temes de societat, cor, successos, política, estil de vida i tendències, amb molta presència de la meteorologia amb la secció Catalunya Méteo i la gastronomia, amb la secció Catalunya Cuina.
Des del passat mes de juny del 2019 —quan va aconseguir 2.868.550 usuaris únics—, el grup Catalunya Diari ha esdevingut ininterrompudament el mitjà digital en llengua catalana més llegit al Principat.

## Línia editorial
Els primers mesos de Catalunya Diari van anar acompanyats de crítiques contundents d'altres mitjans digitals en llengua catalana, qui acusaven el mitjà de publicar fake news i tenir l'únic objectiu de guanyar clics a costa de titulars sensacionalistes, continguts «virals» i cap article propi.
Per la seva banda, en una extensa editorial publicada arran del lideratge assolit l'estiu del 2019 gràcies a la integració de diversos mitjans al grup editorial com Lleida Diari, Tarragona Digital, Catalunya Cuina..., Catalunya Diari va sortir en defensa del seu projecte, reivindicant un mitjà digital en català i popular, que a partir del model anglosaxó i continguts poc explotats pels altres mitjans existents en llengua pròpia, expandís l'ús d'aquesta entre la població catalana, superant les barreres ideològiques d'altres models assentats en el posicionament polític favorable al procés independentista.